# Площадь Льва Толстого (Одесса)
Площадь Льва Толсто́го — элемент городской инфраструктуры Одессы. Расположена в исторической части города, у площади сходятся улицы Дегтярная, Асташкина и Льва Толстого.

## История
В начале XIX века представляла собой окраину города. После утверждения в городе свободной экономической зоны — порто-франко (10 мая 1817 года) недалеко от площади — по линии Старопортофранковской улицы для предотвращения контрабандного вывоза товаров из города-порта и организации полного собирания пошлины за вывозимый товар была устроена охватывавшая кольцом весь город кордонная линия — огромный ров глубиной два и шириной около трёх метров. На линии были устроены три пропускных пункта. Пропуск обычно контролировали 2-3 постовых. Поскольку один ров не справлялся с наплывом контрабанды, решено было обустроить второй, а потом и третий рвы.
В первоначальных границах порто-франко просуществовал до 1 июня 1827 года, после чего было решено включить в зону свободной торговли окружающие город посёлки Молдаванку, Пересыпь, Ближние и Дальние Мельницы, Малый и часть Среднего Фонтана. Старые рвы потеряли своё значение и были засыпаны. Второй ров был засажен деревьями и назван Внешним бульваром. Впоследствии он был застроен, а между ним и городом, на месте первого (старого) рва была проложена улица Старопортофранковская.
В 2023 году появилась идея переименовать топоним в «Площадь Менделе Мойхера-Сфорима».

## Достопримечательности
доходный дом Прокудина (1903, архитектор В. Прохаска);
Памятник Льву Толстому (1967, скульпторы А. В. Князик, М. И. Нарузецкий, И. М. Елуашвили и А. Т. Соловьев, архитекторы И. М. Безчастнов и К. У. Рашковский)